# Eleonore av Solms-Hohensolms-Lich
Eleonore av Solms-Hohensolms-Lich, född 17 september 1871 i Lich, död 16 november 1937 i Oostende, var storhertiginna av Hessen. Hon var gift 1905 med storhertig Ernst Ludvig av Hessen. Hon var regent i Hessen vid makens frånvaro under första världskriget.

## Biografi
Eleonore tillhörde den del av den tyska högadeln som hade samma status som de regerande furstehusen. Hon blev gift med Ludvig efter hans skilsmässa från sin första fru. Som storhertiginna fortsatte och avslutade hon många av de välgörenhetsprojekt som hennes svärmor hade påbörjat, men tog också egna initiativ.
Eleonore intresserade sig främst för mödra- och barnavård och grundade flera stiftelser som lyckades minska barnadödligheten. Bland hennes stiftelser fanns „Ernst Ludwig und Eleonoren-Stiftung“ och „Großherzogliche Zentrale für Mütter- und Säuglingsfürsorge“. Hon utbildade också sjuksköterskor, kallade "Eleonore-systrarna", som gav råd till nyblivna mödrar och gratis babyutrustning åt fattiga föräldrar. 1911 lät hon även grunda ett barnhem.
Under första världskriget 1914–1918 var Eleonore ställföreträdande regent i Hessen under makens frånvaro. Hon besökte också sjukhusen som "syster Marie" och följde ibland lasarettståget "Großherzogin von Hessen" till fronten. Maken tvingades efter krigsslutet 1918 abdikera i likhet med övriga tyska monarker. Eleonore avled i en flygkrasch på väg till sin son Ludvig av Hessens bröllop i London 1937.

## Eftermäle
Gymnasiet Eleonoren-Gymnasium i Worms från 1906 har sitt namn efter henne.